# Mijail Audzeyeu
Mijail Audzeyeu (en bielorruso: Міхаіл Аўдзееў; Borísov, URSS, 2 de febrero de 1982) es un deportista bielorruso que compitió en halterofilia. Ganó una medalla de plata en el Campeonato Europeo de Halterofilia de 2006, en la categoría de 105 kg.

## Palmarés internacional
| Campeonato Europeo | Campeonato Europeo     | Campeonato Europeo | Campeonato Europeo |
| Año                | Lugar                  | Medalla            | Categoría          |
| ------------------ | ---------------------- | ------------------ | ------------------ |
| 2006               | Władysławowo (Polonia) | Medalla de plata   | 105 kg             |